# ويليام لويد (لاعب دوري الرغبي)
ويليام لويد (بالإنجليزية: William Lloyd)‏ هو لاعب دوري الرغبي أسترالي، ولد في 1934.